# La Riba de Escalote
La Riba de Escalote es un municipio y localidad española de la provincia de Soria, en la comunidad autónoma de Castilla y León. El término municipal tiene una población de 8 habitantes (INE 2024).

## Geografía
El municipio forma parte del partido judicial de Almazán. Formó parte de la comunidad de villa y tierra de Berlanga.
En su término e incluidos en la Red Natura 2000 se encuentran el lugar de importancia comunitaria conocido como Altos de Barahona, ocupando 1546 hectáreas, el 66 % de su término, y la zona de especial protección para las aves conocida como Altos de Barahona ocupando 1579 hectáreas, el 67% de su término.

## Historia
A la caída del Antiguo Régimen la localidad se constituyó en municipio constitucional, entonces conocido como La Riba de Escalote en la región de Castilla la Vieja, partido de Almazán que en el censo de 1842 contaba con 42 hogares y 170 vecinos. A mediados del siglo XIX, el lugar tenía contabilizadas 54 casas. Aparece descrito en el decimotercer volumen del Diccionario geográfico-estadístico-histórico de España y sus posesiones de Ultramar de Pascual Madoz de la siguiente manera:

RIBA DE ESCALOTE (la): l. con ayunt. en la prov. de Soria (10 leg.) part. jud. de Almazan (4), aud. terr. y c. g. de Burgos (25), dióc. de Sigüenza (6): sit. en llano entre 2 cerros que la resguardan de los vientos del N. y S.; su clima es templado: tiene 54 casas; la consistorial con habitacion para cárcel; escuela de instruccion primaria, frecuentada por 15 alumnos, dotada con 32 fan. de trigo y 140 rs.; una fuente de buenas aguas; una igl. parr. (San Miguel Arcángel) servida por un cura y un sacristan. térm.: confina con los de Caltojar , Bordecorex, Barcones, Rello y Arenillas; dentro de él se encuentran 3 fuentes de buenas aguas, y una ermita (San Hipólito): el terreno es bastante escabroso y de mediana calidad; comprende un monte robledar y una deh. de pasto; atraviesa el térm. el r. Escalote. caminos: los que dirigen á los pueblos limítrofes, todos de herradura y en mediado estado. correo: se recibe y despacha en Berlanga. prod.: trigo, centeno, cebada, avena, patatas, legumbres, hortalizas, leñas de combustible y buenos pastos, con los que se mantiene ganado lanar, vacuno, mular, yeguar y de cerda; hay caza de perdices, conejos y liebres. ind.: la agrícola y recriacion de ganados. pobl.: 42 vec., 170 alm. cap. imp.: 21,550 rs. 4 mrs.
(Madoz, 1849, p. 451)

Se ha localizado una fosa de represaliados de la guerra civil española.

## Demografía
Cuenta con una población de 8 habitantes (INE 2024).
| Gráfica de evolución demográfica de La Riba de Escalote entre 1842 y 2021 |
| |
| Población de derecho según los censos de población del INE Población de hecho según los censos de población del INEEn estos censos se denominaba La Riva de Escalote: 1842, 1860 y 1877 |

## Economía
Las actividades económicas principales son la agricultura y la ganadería.

## Patrimonio

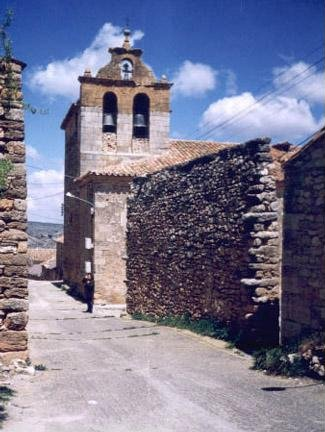
Iglesia de La Riba de Escalote

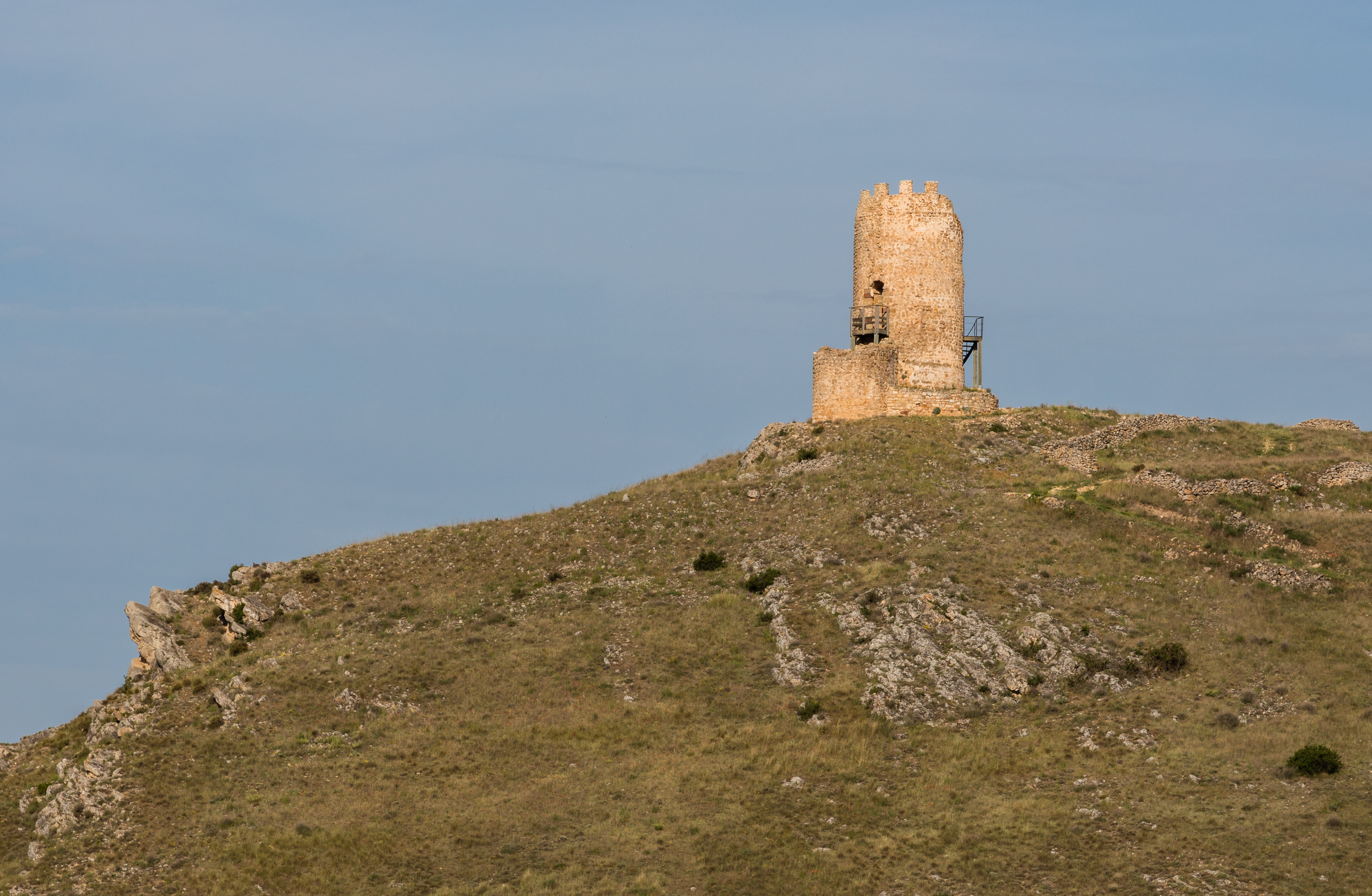
Atalaya de Hojaraca

- Iglesia de San Miguel Arcángel.[4]
- Ermita de San Hipólito.
- La fuente "El Piojo".
- Atalaya de Hojaraca o Torre Melero. Figura en el catálogo de Bienes Protegidos de la Junta de Castilla y León en la categoría de castillo con fecha de incoación 23 de mayo de 1983.[8]
- La mesa del moro.